# ألبيرتو فرنانديث مونيوث
ألبيرتو فرنانديث مونيوث (بالإسبانية: Alberto Fernández Muñoz، ولد في 16 يونيو 1983، مدريد، إسبانيا) لاعب إسباني. يتنافس في رياضة الرماية.
حصل على الميدالية الذهبية في بطولة العالم للرماية عام 2010، كما حاز على الميدالية الذهبية في بطولة أوروبا للرماية عام 2010.

## إنجازاته

### بطولة العالم للرماية
- 2010 ميونخ  ألمانيا:  ميدالية ذهبية في فئة الحفرة الأولمبية (Trap).

### بطولة أوروبا للرماية
- 2006 ماريبور  سلوفينيا:  ميدالية برونزية في فئة الحفرة الأولمبية (Trap).
- 2006 ماريبور  سلوفينيا:  ميدالية برونزية في فئة الحفرة الأولمبية للفرق (Trap Team).
- 2010 قازان  روسيا:  ميدالية ذهبية في فئة الحفرة الأولمبية (Trap).

## روابط خارجية
- ألبيرتو فرنانديث مونيوث على موقع الاتحاد الدولي (الإنجليزية)
- ألبيرتو فرنانديث مونيوث على موقع اللجنة الأولمبية الدولية (الإنجليزية)
- ألبيرتو فرنانديث مونيوث على موقع أوليمبيديا (الإنجليزية)
- ألبيرتو فرنانديث مونيوث على موقع اللجنة الأولمبية الإسبانية (الإسبانية)